# Raión de Lachín
Lachín (en azerí: Laçın) es uno de los cincuenta y nueve raiones en los que subdivide políticamente la República de Azerbaiyán. La capital es la ciudad de Laçın. 

## Situación actual
Desde 1992 la región estuvo bajo el control de la no reconocida República de Alto Karabaj y Armenia y ha sido renombrada Qashatagh,
La mayor parte del territorio del distrito estuvo bajo la ocupación de las fuerzas armenias después de la primera guerra del Alto Karabaj a principios de la década de 1990, adoptando el nombre del distrito durante el periodo medieval. Sin embargo, como parte del acuerdo de alto el fuego en el Alto Karabaj de 2020 que puso fin a la segunda guerra del Alto Karabaj en 2020, la ciudad de Lachín y el distrito circundante fueron devueltos al control de Azerbaiyán el 1 de diciembre de 2020. Una pequeña parte del distrito, incluida su capital, llamada corredor de Lachin estaba controlada por una fuerza de mantenimiento de la paz rusa. Después de los enfrentamientos de 2023 volvió al control absoluto de Azerbaiyán.

## Territorio y Población
Comprende una superficie de 1883 kilómetros cuadrados, con una población de 65 507 personas y una densidad poblacional de 37,78 habitantes por kilómetro cuadrado.

## Economía
La región es enteramente agrícola y sus producciones son principalmente la ganadería y el tabaco, los cereales y las frutas.

## Transporte
El principal enlace terrestre entre Armenia y la República de Nagorno-Karabaj, es conocido como el corredor de Lachín que cruza su territorio.